# Parafia Przemienienia Pańskiego w Kamieniu
Parafia pw. Przemienienia Pańskiego – parafia rzymskokatolickich z siedzibą w Kamieniu w dekanacie tomaszowskim, diecezji radomskiej i metropolii częstochowskiej.

## Historia
- Kaplica tymczasowa drewniano-murowana pw. św. Jana Chrzciciela zbudowana została w 1979 staraniem ks. Jana Matejka. Poświęcił ją 14 września 1980 bp. Edward Materski. Służyła jako duszpasterski punkt dojazdowy parafii Kunice. Po wybudowaniu nowego kościoła służy jako sala spotkań duszpasterskich. Kościół pw. Przemienienia Pańskiego, według projektu arch. Zdzisława Wieka z Kielc, zbudowany został w latach 1989 - 1993 staraniem ks. Stanisława Ciejki, a poświęcony 14 sierpnia 1994 przez bp. Edwarda Materskiego. Tenże biskup erygował tu 9 listopada 1994 parafię. 7 listopada 2004 kościół został konsekrowany przez bp. Zygmunta Zimowskiego. Kościół jest wybudowany z czerwonej cegły i kamienia.

## Terytorium
- Do parafii należą: Bratków, Kamień, Tomaszówek i Wincentynów[1].

## Proboszczowie
- 1994 - 1997 - ks. Jan Kieczyński
- 1997 - 2001 - ks. Stanisław Groszek
- 2001 - 2008 - ks. Adam Skalski
- 2008 - nadal - ks. Andrzej Wróblewski